# Cúp C1 châu Âu 1981–82
Cúp C1 châu Âu 1981-82 là mùa giải thứ 27 của Cúp C1 châu Âu chứng kiến lần đầu tiên lên ngôi và cho đến nay là duy nhất trong lịch sử của Aston Villa khi đánh bại Bayern Munich. Những pha bóng ấn tượng nhất tại trận chung kết đó là màn trình diễn chói sáng của thủ môn Nigel Spink khi anh đã có một loạt các pha cứu thua xuất sắc trước sức mạnh tấn công của Bayern Munich. Bàn thắng duy nhất trong trận đấu được ghi bởi Peter Withe sau những nỗ lực rê bóng của Tony Morley. Đó cũng là năm thứ 6 liên tiếp một đội bóng của Anh vô địch giải đấu. Đương kim vô địch mùa trước là Liverpool đã bị CSKA Sofia loại ở vòng tứ kết.

## Vòng sơ loại
| Đội 1         | TTS | Đội 2      | Lượt đi | Lượt về |
| ------------- | --- | ---------- | ------- | ------- |
| Saint-Étienne | 1–3 | BFC Dynamo | 1–1     | 0–2     |

### Lượt đi
| Saint-Étienne | 1–1     | BFC Dynamo       |
| ------------- | ------- | ---------------- |
| Lopez 75'     | Báo cáo | Lopez 25' (l.n.) |

### Lượt về
| BFC Dynamo              | 2–0     | Saint-Étienne |
| ----------------------- | ------- | ------------- |
| Netz 39' · Riediger 83' | Báo cáo |               |

BFC Dynamo chung cuộc thắng 3–1

## Vòng đầu tiên
| Đội 1                 | TTS     | Đội 2           | Lượt đi | Lượt về |
| --------------------- | ------- | --------------- | ------- | ------- |
| Austria Wien          | 3–2     | Partizani       | 3–1     | 0–1     |
| Dynamo Kyiv           | 2–1     | Trabzonspor     | 1–0     | 1–1     |
| BFC Dynamo            | 3–3 (a) | Zürich          | 2–0     | 1–3     |
| Aston Villa           | 7–0     | Valur           | 5–0     | 2–0     |
| Widzew Łódź           | 2–6     | Anderlecht      | 1–4     | 1–2     |
| Celtic                | 1–2     | Juventus        | 1–0     | 0–2     |
| Ferencváros           | 3–5     | Baník Ostrava   | 3–2     | 0–3     |
| Hibernians            | 2–10    | Sao Đỏ Belgrade | 1–2     | 1–8     |
| Start                 | 1–4     | AZ              | 1–3     | 0–1     |
| OPS                   | 0–8     | Liverpool       | 0–1     | 0–7     |
| CSKA Sofia            | 1–0     | Real Sociedad   | 1–0     | 0–0     |
| Progrès Niedercorn    | 1–5     | Glentoran       | 1–1     | 0–4     |
| KB                    | 3–3 (a) | Athlone Town    | 1–1     | 2–2     |
| Universitatea Craiova | 3–2     | Olympiacos      | 3–0     | 0–2     |
| Benfica               | 4–0     | Omonia          | 3–0     | 1–0     |
| Öster                 | 0–6     | Bayern Munich   | 0–1     | 0–5     |

### Lượt đi
| Austria Wien                                         | 3–1     | Partizani   |
| ---------------------------------------------------- | ------- | ----------- |
| Steinkogler 26' · Gasselich 27' (ph.đ.), 62' (ph.đ.) | Báo cáo | Tomorri 21' |

| Dynamo Kyiv | 1–0     | Trabzonspor |
| ----------- | ------- | ----------- |
| Blokhin 74' | Báo cáo |             |

| BFC Dynamo                | 2–0     | Zürich |
| ------------------------- | ------- | ------ |
| Schulz 53' · Riediger 59' | Báo cáo |        |

| Aston Villa                                   | 5–0     | Valur |
| --------------------------------------------- | ------- | ----- |
| Morley 6' · Withe 37', 68' · Donovan 40', 69' | Báo cáo |       |

| Widzew Łódź  | 1–4     | Anderlecht                                            |
| ------------ | ------- | ----------------------------------------------------- |
| Smolarek 83' | Báo cáo | Lozano 37' (ph.đ.), 62' · Frimann 80' · Pétursson 90' |

| Celtic      | 1–0     | Juventus |
| ----------- | ------- | -------- |
| MacLeod 65' | Báo cáo |          |

| Ferencváros                            | 3–2     | Baník Ostrava                 |
| -------------------------------------- | ------- | ----------------------------- |
| Pogany 22', 40' (ph.đ.) · Szokolai 47' | Báo cáo | Lička 76' · Knapp 78' (ph.đ.) |

| Hibernians        | 1–2     | Sao Đỏ Belgrade            |
| ----------------- | ------- | -------------------------- |
| Spiteri-Gonzi 38' | Báo cáo | Jurišić 72' · Janković 90' |

| Start      | 1–3     | AZ                         |
| ---------- | ------- | -------------------------- |
| Haugen 79' | Báo cáo | Peters 16', 23' · Kist 48' |

| OPS | 0–1     | Liverpool    |
| --- | ------- | ------------ |
|     | Báo cáo | Dalglish 84' |

| CSKA Sofia  | 1–0     | Real Sociedad |
| ----------- | ------- | ------------- |
| Yonchev 89' | Báo cáo |               |

| Progrès Niedercorn | 1–1     | Glentoran |
| ------------------ | ------- | --------- |
| Meunier 27'        | Báo cáo | Cleary 1' |

| KB       | 1–1     | Athlone Town |
| -------- | ------- | ------------ |
| Tune 10' | Báo cáo | O'Connor 4'  |

| Universitatea Craiova                  | 3–0     | Olympiacos |
| -------------------------------------- | ------- | ---------- |
| Cârțu 6' · Irimescu 66' · Țicleanu 89' | Báo cáo |            |

| Benfica                                      | 3–0     | Omonia |
| -------------------------------------------- | ------- | ------ |
| Néné 54' · Filipović 67' · Carlos Manuel 81' | Báo cáo |        |

| Öster | 0–1     | Bayern Munich          |
| ----- | ------- | ---------------------- |
|       | Báo cáo | Rummenigge 75' (ph.đ.) |

### Lượt về
| Partizani     | 1–0     | Austria Wien |
| ------------- | ------- | ------------ |
| Ballgjini 31' | Báo cáo |              |

Austria Wien chung cuộc thắng 3–2.
| Trabzonspor    | 1–1     | Dynamo Kyiv |
| -------------- | ------- | ----------- |
| Canalioğlu 27' | Báo cáo | Khlus 57'   |

Dynamo Kyiv chung cuộc thắng 2–1.
| Zürich                | 3–1     | BFC Dynamo  |
| --------------------- | ------- | ----------- |
| Jerković 2', 22', 87' | Báo cáo | Ullrich 47' |

BFC Dynamo 3–3 Zürich sau hai lượt trận. BFC Dynamo thắng nhờ luật bàn thắng sân khách.
| Valur | 0–2     | Aston Villa   |
| ----- | ------- | ------------- |
|       | Báo cáo | Shaw 25', 70' |

Aston Villa chung cuộc thắng 7–0.
| Anderlecht             | 2–1     | Widzew Łódź  |
| ---------------------- | ------- | ------------ |
| Brylle 6' · Geurts 50' | Báo cáo | Smolarek 66' |

Anderlecht chung cuộc thắng 6–2.
| Juventus                 | 2–0     | Celtic |
| ------------------------ | ------- | ------ |
| Virdis 28' · Bettega 40' | Báo cáo |        |

Juventus chung cuộc thắng 2–1.
| Baník Ostrava                       | 3–0     | Ferencváros |
| ----------------------------------- | ------- | ----------- |
| Šreiner 7' · Knapp 14', 56' (ph.đ.) | Báo cáo |             |

Baník Ostrava chung cuộc thắng 5–3.
| Sao Đỏ Belgrade                                                                               | 8–1     | Hibernians        |
| --------------------------------------------------------------------------------------------- | ------- | ----------------- |
| Goračinov 1' · Petrović 20', 41' · Šestić 35' · D. Savić 43', 58' (ph.đ.) · R. Savić 62', 87' | Báo cáo | Spiteri-Gonzi 69' |

Sao Đỏ Belgrade chung cuộc thắng 10–2.
| AZ      | 1–0     | Start |
| ------- | ------- | ----- |
| Tol 86' | Báo cáo |       |

AZ chung cuộc thắng 4–1.
| Liverpool                                                                                  | 7–0     | OPS |
| ------------------------------------------------------------------------------------------ | ------- | --- |
| Dalglish 26' · McDermott 40' 75' · R. Kennedy 46' · Johnson 60' · Rush 67' · Lawrenson 72' | Báo cáo |     |

Liverpool chung cuộc thắng 8–0.
| Real Sociedad | 0–0     | CSKA Sofia |
| ------------- | ------- | ---------- |
|               | Báo cáo |            |

CSKA Sofia chung cuộc thắng 1–0.
| Glentoran                                      | 4–0     | Progrès Niedercorn |
| ---------------------------------------------- | ------- | ------------------ |
| Blackledge 30', 76' · Jameson 53' · Manley 75' | Báo cáo |                    |

Glentoran chung cuộc thắng 5–1.
| Athlone Town   | 2–2     | KB                        |
| -------------- | ------- | ------------------------- |
| Davis 73', 87' | Báo cáo | Larsen 15' · Andersen 53' |

KB 3–3 Athlone Town sau hai lượt trận. KB thắng nhờ luật bàn thắng sân khách.
| Olympiacos                         | 2–0     | Universitatea Craiova |
| ---------------------------------- | ------- | --------------------- |
| Mitropoulos 36' · Anastopoulos 60' | Báo cáo |                       |

Universitatea Craiova chung cuộc thắng 3–2.
| Omonia | 0–1     | Benfica     |
| ------ | ------- | ----------- |
|        | Báo cáo | Chalana 75' |

Benfica chung cuộc thắng 4–0.
| Bayern Munich                                           | 5–0     | Öster |
| ------------------------------------------------------- | ------- | ----- |
| Hoeneß 24', 58' · Rummenigge 27', 68' · Niedermayer 31' | Báo cáo |       |

Bayern Munich chung cuộc thắng 6–0.

## Vòng hai
| Đội 1         | TTS     | Đội 2                 | Lượt đi | Lượt về |
| ------------- | ------- | --------------------- | ------- | ------- |
| Austria Wien  | 1–2     | Dynamo Kyiv           | 0–1     | 1–1     |
| BFC Dynamo    | 2–2 (a) | Aston Villa           | 1–2     | 1–0     |
| Anderlecht    | 4–2     | Juventus              | 3–1     | 1–1     |
| Baník Ostrava | 3–4     | Sao Đỏ Belgrade       | 3–1     | 0–3     |
| AZ            | 4–5     | Liverpool             | 2–2     | 2–3     |
| CSKA Sofia    | 3–2     | Glentoran             | 2–0     | 1–2     |
| KB            | 2–4     | Universitatea Craiova | 1–0     | 1–4     |
| Benfica       | 1–4     | Bayern Munich         | 0–0     | 1–4     |

### Lượt đi
| Austria Wien | 0–1     | Dynamo Kyiv |
| ------------ | ------- | ----------- |
|              | Báo cáo | Bal 23'     |

| BFC Dynamo   | 1–2     | Aston Villa    |
| ------------ | ------- | -------------- |
| Riediger 50' | Báo cáo | Morley 5', 85' |

| Anderlecht                       | 3–1     | Juventus       |
| -------------------------------- | ------- | -------------- |
| Geurts 24' 56' · Vercauteren 88' | Báo cáo | Marocchino 39' |

| Baník Ostrava             | 3–1     | Red Star Belgrade |
| ------------------------- | ------- | ----------------- |
| Lička 2', 44' · Knapp 88' | Báo cáo | Krmpotić 51'      |

| AZ                 | 2–2     | Liverpool             |
| ------------------ | ------- | --------------------- |
| Kist 59' · Tol 86' | Báo cáo | Johnson 26' · Lee 49' |

| CSKA Sofia                         | 2–0     | Glentoran |
| ---------------------------------- | ------- | --------- |
| Dimitrov 8' · Zdravkov 35' (ph.đ.) | Báo cáo |           |

| KB          | 1–0     | Universitatea Craiova |
| ----------- | ------- | --------------------- |
| Fosgaard 8' | Báo cáo |                       |

| Benfica | 0–0     | Bayern Munich |
| ------- | ------- | ------------- |
|         | Báo cáo |               |

### Lượt về
| Dynamo Kyiv        | 1–1     | Austria Wien |
| ------------------ | ------- | ------------ |
| Buryak 37' (ph.đ.) | Báo cáo | Petkov 23'   |

Dynamo Kyiv chung cuộc thắng 2–1.
| Aston Villa | 0–1     | BFC Dynamo    |
| ----------- | ------- | ------------- |
|             | Báo cáo | Terletzki 15' |

BFC Dynamo 2–2 Aston Villa sau hai lượt trận. Aston Villa thắng nhờ luật bàn thắng sân khách.
| Sao Đỏ Belgrade                         | 3–0     | Baník Ostrava |
| --------------------------------------- | ------- | ------------- |
| Ǵurovski 16' · Savić 50' · Petrović 62' | Báo cáo |               |

Sao Đỏ Belgrade chung cuộc thắng 4–3.
| Juventus | 1–1     | Anderlecht |
| -------- | ------- | ---------- |
| Brio 79' | Báo cáo | Geurts 41' |

Anderlecht chung cuộc thắng 4–2.
| Liverpool                                     | 3–2     | AZ                             |
| --------------------------------------------- | ------- | ------------------------------ |
| McDermott 42' (ph.đ.) · Rush 68' · Hansen 85' | Báo cáo | Kist 55' · Thompson 73' (l.n.) |

Liverpool chung cuộc thắng 5–4.
| Glentoran               | 2–1 (a.e.t.) | CSKA Sofia    |
| ----------------------- | ------------ | ------------- |
| Cleary 67' · Manley 71' | Báo cáo      | Dimitrov 115' |

CSKA Sofia chung cuộc thắng 3–2.
| Universitatea Craiova                                | 4–1     | KB           |
| ---------------------------------------------------- | ------- | ------------ |
| Crișan 8' · Balaci 25' · Beldeanu 54' · Cămătaru 72' | Báo cáo | Andersen 74' |

Universitatea Craiova chung cuộc thắng 4–2.
| Bayern Munich                       | 4–1     | Benfica          |
| ----------------------------------- | ------- | ---------------- |
| Hoeneß 28', 36', 55' · Breitner 82' | Báo cáo | Nené 63' (ph.đ.) |

Bayern Munich chung cuộc thắng 4–1.

## Tứ kết
| Đội 1                 | TTS | Đội 2           | Lượt đi | Lượt về |
| --------------------- | --- | --------------- | ------- | ------- |
| Dynamo Kyiv           | 0–2 | Aston Villa     | 0–0     | 0–2     |
| Anderlecht            | 4–2 | Sao Đỏ Belgrade | 2–1     | 2–1     |
| Liverpool             | 1–2 | CSKA Sofia      | 1–0     | 0–2     |
| Universitatea Craiova | 1–3 | Bayern Munich   | 0–2     | 1–1     |

### Lượt đi
| Dynamo Kyiv | 0–0     | Aston Villa |
| ----------- | ------- | ----------- |
|             | Báo cáo |             |

| Anderlecht              | 2–1     | Red Star Belgrade |
| ----------------------- | ------- | ----------------- |
| Geurts 27' · Lozano 63' | Báo cáo | Ǵurovski 52'      |

| Liverpool  | 1–0     | CSKA Sofia |
| ---------- | ------- | ---------- |
| Whelan 65' | Báo cáo |            |

| Universitatea Craiova | 0–2     | Bayern Munich                |
| --------------------- | ------- | ---------------------------- |
|                       | Báo cáo | Breitner 7' · Rummenigge 20' |

### Lượt về
| Aston Villa            | 2–0     | Dynamo Kyiv |
| ---------------------- | ------- | ----------- |
| Shaw 7' · McNaught 43' | Báo cáo |             |

Aston Villa chung cuộc thắng 2–0.
| Sao Đỏ Belgrade | 1–2     | Anderlecht                    |
| --------------- | ------- | ----------------------------- |
| Savić 45' (pen) | Báo cáo | Hofkens 33' · Vercauteren 60' |

Anderlecht chung cuộc thắng 4–2.
| CSKA Sofia         | 2–0 (a.e.t.) | Liverpool |
| ------------------ | ------------ | --------- |
| Mladenov 77', 101' | Báo cáo      |           |

CSKA Sofia chung cuộc thắng 2–1.
| Bayern Munich | 1–1     | Universitatea Craiova |
| ------------- | ------- | --------------------- |
| D. Hoeneß 21' | Báo cáo | Geolgău 30'           |

Bayern Munich chung cuộc thắng 3–1.

## Bán kết
| Đội 1       | TTS | Đội 2         | Lượt đi | Lượt về |
| ----------- | --- | ------------- | ------- | ------- |
| Aston Villa | 1–0 | Anderlecht    | 1–0     | 0–0     |
| CSKA Sofia  | 4–7 | Bayern Munich | 4–3     | 0–4     |

### Lượt đi
| Aston Villa | 1–0     | Anderlecht |
| ----------- | ------- | ---------- |
| Morley 27'  | Báo cáo |            |

| CSKA Sofia                                            | 4–3     | Bayern Munich                                 |
| ----------------------------------------------------- | ------- | --------------------------------------------- |
| G. Dimitrov 7' · Yonchev 13' 49' · Zdravkov 18' (pen) | Báo cáo | Dürnberger 27' · D. Hoeneß 32' · Breitner 82' |

### Lượt về
| Bayern Munich                                   | 4–0     | CSKA Sofia |
| ----------------------------------------------- | ------- | ---------- |
| Breitner 43', 47' (ph.đ.) · Rummenigge 65', 76' | Báo cáo |            |

Bayern Munich chung cuộc thắng 7–4.
| Anderlecht | 0–0     | Aston Villa |
| ---------- | ------- | ----------- |
|            | Báo cáo |             |

Aston Villa chung cuộc thắng 1–0.

## Chung kết
| Aston Villa | 1–0     | Bayern Munich |
| ----------- | ------- | ------------- |
| Withe 67'   | Báo cáo |               |

## Vua phá lưới
Danh sách vua phá lưới Cúp C1 châu Âu 1981 (không bao gồm vòng sơ loại):
| Hạng | Tên                   | Câu lạc bộ      | Bàn thắng |
| ---- | --------------------- | --------------- | --------- |
| 1    | Dieter Hoeneß         | Bayern Munich   | 7         |
| 2    | Karl-Heinz Rummenigge | Bayern Munich   | 6         |
| 3    | Paul Breitner         | Bayern Munich   | 5         |
| 3    | Willy Geurts          | Anderlecht      | 5         |
| 5    | Lubomir Knapp         | Baník Ostrava   | 4         |
| 5    | Tony Morley           | Aston Villa     | 4         |
| 5    | Dušan Savić           | Sao Đỏ Belgrade | 4         |
| 8    | Jurica Jerković       | Zürich          | 3         |
| 8    | Kees Kist             | AZ              | 3         |
| 8    | Verner Lička          | Baník Ostrava   | 3         |
| 8    | Juan Lozano           | Anderlecht      | 3         |
| 8    | Terry McDermott       | Liverpool       | 3         |
| 8    | Vladimir Petrović     | Sao Đỏ Belgrade | 3         |
| 8    | Gary Shaw             | Aston Villa     | 3         |
| 8    | Peter Withe           | Aston Villa     | 3         |
| 8    | Tsvetan Yonchev       | CSKA Sofia      | 3         |